# Evrazijski prekop
Evrazijski prekop (rusko Канал "Евразия", Kanal "Evrazija") je predlagani 700 kilometrov dolg prekop, ki bi povezal Kaspijsko jezero preko Azovskega morja s Črnim morjem po Kumsko-Manički depresiji. Na tem območju se nahaja veriga jezer in irigacijski kanal Kuma-Manič.
Prekop naj bi zgradili v najnižjih točkah Kuma-Maničke depresije. Prekop bi skrajšal vodno pot v primerjavi z obstoječim prekopom Volga-Don in bi potreboval manj zapornic.
Na najvišji točki je nadmorska višina samo 27 metrov nad Azovskim morjem in 54 nad Kaspijskim jezerom. Po predlogu "GIDROTEKHEXPERTIZA" naj bi zgradili 3-4 nizkovišinske zapornice na zahodni strani in šest nizkovišinskih zapornic na vzhodni strani. Tako bi zmanjšali potrebo po ekskavaciji in potrebo po vodi, ki je ocenjena na 1,5 km3
Na kanalu Volga-don se uporablja 13 zapornic.